# Sonic Triple Trouble 16-Bit
Sonic Triple Trouble 16-Bit （ソニックトリプルトラブル16ビット）は、 2022年にアメリカのインディー開発者のNoah Copeland によって製作されたプラットフォーム・ゲーム で、1994年に発売されたゲームギア用ゲームソニック&テイルス2の非公式リメイク作品。

## ゲームプレイ
ゲーム性はメガドライブで発売されたソニックシリーズをもとにしていて、大まかなストーリーは原作とほとんど同じだが、時系列的にはソニック・ザ・ヘッジホッグ3 の後の出来事となっている。
原作では、 最初にソニックかテイルスを選択して、途中にキャラクターを変更することはできなかったが、 このゲームでは途中で変更することが可能になった。 ソニック、テイルスの能力は原作とソニック3を合わせたようなものとなっている。また、ソニックはソニックマニアのドロップダッシュも使用できる。
アイテムは、ソニック3の三色バリアやソニック3Dブラストのゴールドバリアが追加された。 原作に登場したロケットシューズやシーテイルも存在するが、特定のステージ限定になった。  
本作は、「ストーリーモード」と「フリープレイ」の二種類のメインモードがあり、フリープレイでは今までにクリアしたステージを好きなキャラクターでプレイできるが、アクト間やゾーン間の移行シーンがカットされている。
また、残機はソニックオリジンズのアニバーサリーモードのようなコインに変えることもできる。  

## 登場キャラクター
ソニック・ザ・ヘッジホッグ
マイルス "テイルス" パウアー
ナックルズ・ザ・エキドゥナ
ファング・ザ・スナイパー
ドクター・エッグマン
メタルソニック
エミー・ローズ
フリープレイでのみ使用可能。

## ステージ
本作には原作にあった6ゾーンの他に本作オリジナルゾーンが3個追加されている。また、1ゾーン2アクト構成となり、アクト1とアクト2両方にボスが存在する。
ZONE0（ゾーン0）
ソニックとテイルスのみ入ることが可能なゾーン。新たにゲームを開始するとこのゾーンからスタートし、デスエッグの残骸が散乱している暗いステージを進む。一部ソニックとテイルスを切り替えながら進むため、チュートリアル的なステージでもある。
ANGEL ISLAND ZONE（エンジェルアイランドゾーン）
ナックルズのみ入ることが可能なゾーン。ナックルズで新たにゲームを開始するとこのゾーンからスタートする。最後はメタルソニックと戦う。
ZONE1　GREAT TURQUOISE ZONE（グレートターコイズゾーン）
シリーズおなじみの草原ステージ。新たにジャンプボタンを押すと勢いよく発射される花のようなギミックが追加された。
ZONE2　SUNSET PARK ZONE（サンセットパークゾーン）
夕日をバックにした鉄道ステージ。ACT2では一部溶岩がある屋内を進む。
ZONE3　META JUNGLIRA ZONE（メタジャングリラゾーン）
鬱蒼としたジャングルステージ。底なしの沼がある。ACT2では古代遺跡を進む。
ZONE4　EGG ZEPPELIN ZONE（エッグツェッペリンゾーン）
本作で新たに追加されたステージ。エッグマンの空中戦艦。
ZONE5　ROBOTNIK WINTER ZONE（ロボトニックウインターゾーン）
雪山ステージ。ステージBGMにBメロが追加された。ACT2の序盤はスノーボードに乗って進む前スクロールパートになっている。
PURPLE PALECE ZONE（パープルパレスゾーン）
ZONE5ACT2のどこかから行けるステージ。原作のスペシャルステージを意識している。
ZONE6　TIDAL PLANT ZONE（タイダルプラントゾーン）
水中ステージ。原作ではテイルスのみ操作可能だった潜水艇「シーフォックス」が本作ではACT2のみに出現し、テイルス以外でも操縦できるようになったが、ナックルズでは操縦できない代わりにソニックアドベンチャー2のエアネックレスが出てきて、これを取ると泳ぐことができる。
ZONE7　ATOMIC DESTROYER ZONE（アトミックデストロイヤーゾーン）
原作では海底基地だったが、本作では宇宙に存在する。ACT2はソニックマニアのタイタニックモナークゾーンのようにいくつかのエリアを攻略しないとボス戦に進めない。
FINAL TROUBLE（ファイナルトラブル）
カオスエメラルドを集めて挑めるエクストラステージ。本作で新たに追加された。

## ボス

### ACT1のボス
ZONE1,3,6 
ファング・ザ・スナイパー（ナック・ザ・ウィーゼル）
原作同様、「マーベラスクイーン」に乗ってソニック達に襲いかかる。
- ZONE1では左右に移動し、時折コルク銃を飛ばしてくる。
- ZONE3では、原作のスペシャルステージ同様、ドリルやミサイルで攻撃してくる。
- ZONE5では、鉄球を回しながらジャンプする。

 ZONE2,5 
ナックルズ
- ZONE2では壁にくっつき爆弾を投げたり急降下して攻撃してくる。
- ZONE4では地面に潜り、一度画面外に出たあと遠くから氷の塊を投げてくる。

ZONE7
メタルソニック
原作同様高速で左右に移動したり、弧を描くように飛んだりして攻撃してくる。

### ACT2のボス
ZONE0のボス
ZONE0の最後に戦うソニック&ナックルズのドゥームズデイゾーンのボスに似たボス。ソニックとテイルスはスーパー化して戦うため、そこまで強くはない。
ZONE1
タータ＝タルトル
最初は原作と同じサイズのタータ＝タルトルと戦い、何回か攻撃するとどこかへ飛んでいく。その後、オリジナルよりはるかに大きくなったタータ＝タルトルと戦う。
ZONE2
マーベ＝シュポポラス号
原作では爆弾を落としてくる敵や奈落を避けながらリングを取って本体に向かう強制スクロールステージだったが、本作では一部のみ強制スクロールで、他は通常面とほとんど変わらない。また、奈落が無くなり、ボスの耐久力が上がった。
ZONE3
ウッド゠ブッタルンドルフ
原作をベースに変更が加えられ、2つある穴から顔を出す攻撃や、鉄球を投げて振り子のように左右に揺れたりする。倒すと、彼の残骸を避けながら短いアスレチックを進む。
ZONE4
エッグツェッペリン
エッグツェッペリンのエンジンを破壊して、船内から脱出する。
ZONE5
ギガトーマス “ペン”
原作同様のペンギン型の爆弾を口から発射する攻撃の他に、新たに口からアームを伸ばす攻撃が追加された。また、ボス戦前のチェックポイントの近くにスノーボードがあり、これを取るとボス戦が楽になる。
パープルパレスゾーンに入るとこのボスをスキップしてタイダルプラントゾーンに進む。
ZONE6
ナックルズ
原作同様、潜水艇に乗って魚雷や爆弾を飛ばしてくるが、本作では新たにバリアを張って来るため、攻撃のチャンスが限られてくる。
タイダルプラントゾーンのボス（名称不明）
ACT2の随所に現れるムカデのようなメカ。ナックルズでプレイするとこのボスと戦うことになる。
メタルソニック
ナックルズを倒すとACT3に進み、メタルソニックがロケットに乗ってソニック達を攻撃する。
ZONE7
エッグマンロボ
ソニック&ナックルズに登場したエッグマンロボの強化版。エレベーターのような場所で戦い、手下のロボ達が放つレーザーやトゲの付いたブロックを避けながら進む。途中から足場が減り、ダメージを受けたときのノックバックでそのまま穴に落ちることがあるので注意。
Dr.エッグマン
原作同様4つの形態があり、最終段階の前にチェックポイントがある。
- 最初の形態は下にバネが付いており、ただ跳ねるだけで特に攻撃しない。
- 2つ目の形態は真下にソニックがいると炎を出す。
- 3つ目の形態はソニックが下にいると拡散弾を出す。2、3つ目の形態共通で8回攻撃するとパーツを落とし、爆発して地面を移動する炎を出す。
- 最後の形態は左右に穴のある空間で戦い、ソニック・ザ・ヘッジホッグのファイナルゾーンのようにソニックに4つのエネルギー弾を出してくる。エッグマンは部屋の周りを高速で移動しており、左右の穴に出てきた瞬間に攻撃できる。だんだんと速度が低下していき、左右の穴どちらかで停止するとフィールド全体に電撃を放つ。

メタルソニック（ソニック&テイルス）
カオスエメラルドを6個集めてエッグマンを倒し、ナックルズを助けると、メタルソニックに攻撃される。このとき、メタルソニックにソニックとテイルスが捕まるシーンがあるが、絶対にメタルソニックを避けることはできない。これはいわゆる負けイベントである。
メタルソニック(ファイナルトラブル)
メタルソニックが8つの黒いエメラルドを取り込んだ形態。ソニック・ザ・ファイターズに登場したロケットメタルの色違いのような見た目をしている。戦いは5つのフェーズに分かれている。
- 1段階目はバリアがあり直接攻撃ができず、メタルソニックが飛ばしてくる白い球をブーストで弾き返す。球を3回飛ばす度に3方向にエネルギー弾を発射してくるので注意。6回跳ね返すと次のフェーズに移る。
- 2段階目はバリアが取れるので直接攻撃できるが、エネルギー弾を3回発射する度に真ん中→下→上の順にエネルギー波を飛ばして来る攻撃とロケットに変形してジグザグに画面を横切る攻撃をする。後者は当たるとリングを5枚失う。8回攻撃すると次のフェーズに移る。
- 3段階目は鉄屑を吸収して大きくなり、ソニックのいる場所にトゲを発射する攻撃と胸からエネルギー弾を2~3発出す。どちらも当たるとリングを5枚失う。胸が弱点。8回攻撃すると次のフェーズに移る。
- 4段階目はさらに大きくなり、大きなエネルギー弾を発射してくる。こちらも胸を攻撃。8回攻撃すると次のフェーズに移る。
- 最後の段階は黒いエメラルドで巨大なエネルギー弾を作り、ソニックを押してくるので、ジャンプボタンを連打して3回押し返す。押されてしまうとリングをかなりの勢いで失う。

## 開発経緯
Sonic Triple Trouble 16-Bitは、テキサス州出身の映画・ビデオゲームの作曲家であるノア・コープランドが監督・デザインした。彼は2017年の夏に映画のクルーとソニック&テイルスとソニック&テイルス2をプレイしているときにアイデアを思いつき、音楽作曲家として3つの失敗したソニックファンゲームプロジェクトに協力した後、彼は自身のソニックファンゲームをリードしたいと思った。彼は、既存のソニックゲームを作り直す方が新しいゲームを作るよりも実用的だと考え、インターネット上でドイツのアーティストDee Liteyearsによって作成されたTriple Troubleレベルのアートワークの16ビットスタイルのレンダリングを発見し、彼女とのコラボレーションに手を差し伸べた。彼女は自分でTriple Troubleのリメイクを始めようと試み、自分のアートが誰かにインスピレーションを与えて作ってくれることを望んでいた。